# インスブルック中央駅
インスブルック中央駅（インスブルックちゅうおうえき、Innsbruck Hauptbahnhof; 略称 Innsbruck Hbf）は、オーストリア・チロル州の州都インスブルックにあるオーストリア連邦鉄道（オーストリア国鉄）（ÖBB）の鉄道駅。
RJ （国内都市間特急）、EC（ヨーロッパ国際特急）やIC（国内都市間急行）を含むドイツ、イタリア、スイス、ハンガリーへ向かう全ての国際列車が停車する西オーストリア最大級の駅である。オーストリア国内路線ではザルツブルク、ウィーン、グラーツ、ブレゲンツ行きの直通列車があり、国際路線ではヴェローナ、ヴェネツィア、ミラノ、ミュンヘン、ハンブルク、ベルリン、チューリッヒ、バーゼル、コペンハーゲン、ブダペストへの直通列車が運行されている。また、ヨーロッパの高級長距離列車オリエント急行もインスブルックに停車する。1853年に建設され、今では1日におよそ25,000人もの利用者がいるオーストリア国内でも最も利用されている駅の一つ。駅はオーストリア連邦鉄道によって所有、運営されている。

## 位置
インスブルック中央駅は市内中心部から徒歩で約10～15分の所に位置している。北西に旧市街が広がっており、徒歩で移動が可能。中央駅前は、バスと路面電車、タクシーの乗り場になっている。
ウィーン中央駅からRJ直通列車で約４時間10分、ザルツブルクからはRJ直通列車で約1時間50分、周辺諸国からの所要時間は、ドイツのミュンヘンからECで約1時間50分、スイスのチューリッヒから約3時間40分。

## 歴史
チロル地域の鉄道路線の開発は1850年にオーストリア帝国の下開始された。三年後、皇帝フランツ・ヨーゼフ1世(Emperor Franz Joseph I) は、インスブルックからイン川を横切って、ヴェルグル(Wörgl) までの路線を作ることを承認し1854年、この路線はバイエルン王国との国境の町、クフシュタインまで拡張された。土木建設でトップだったフランツ・チェルベンカ(Franz Czwerwenka) がデザインした鉄道駅は、オーストリア帝国の中で最も美しい駅舎と言われている。

## ÖBB への移転
1924年1月1日、オーストリア連邦鉄道 (ÖBB) は、オーストリア南部鉄道  (Südbahngesellschaft) から全ての路線を引き継いだ。1927年、駅は収容人数を高めるため、一度改装工事を行った。出発ホールのフレスコ画はルドルフシュトルツ (Rudolf Stolz) によって描かれた。駅のホームは真下の地下鉄と繋がり、トレイン・シェッド (プラットホームと線路を同時に覆う大きな屋根) は、屋根に作り替えられた。同時に、事業総局は駅の北ウィングにある「クロックタワービル」(建物に小さな時計があるためそう呼ばれている) に移動した。

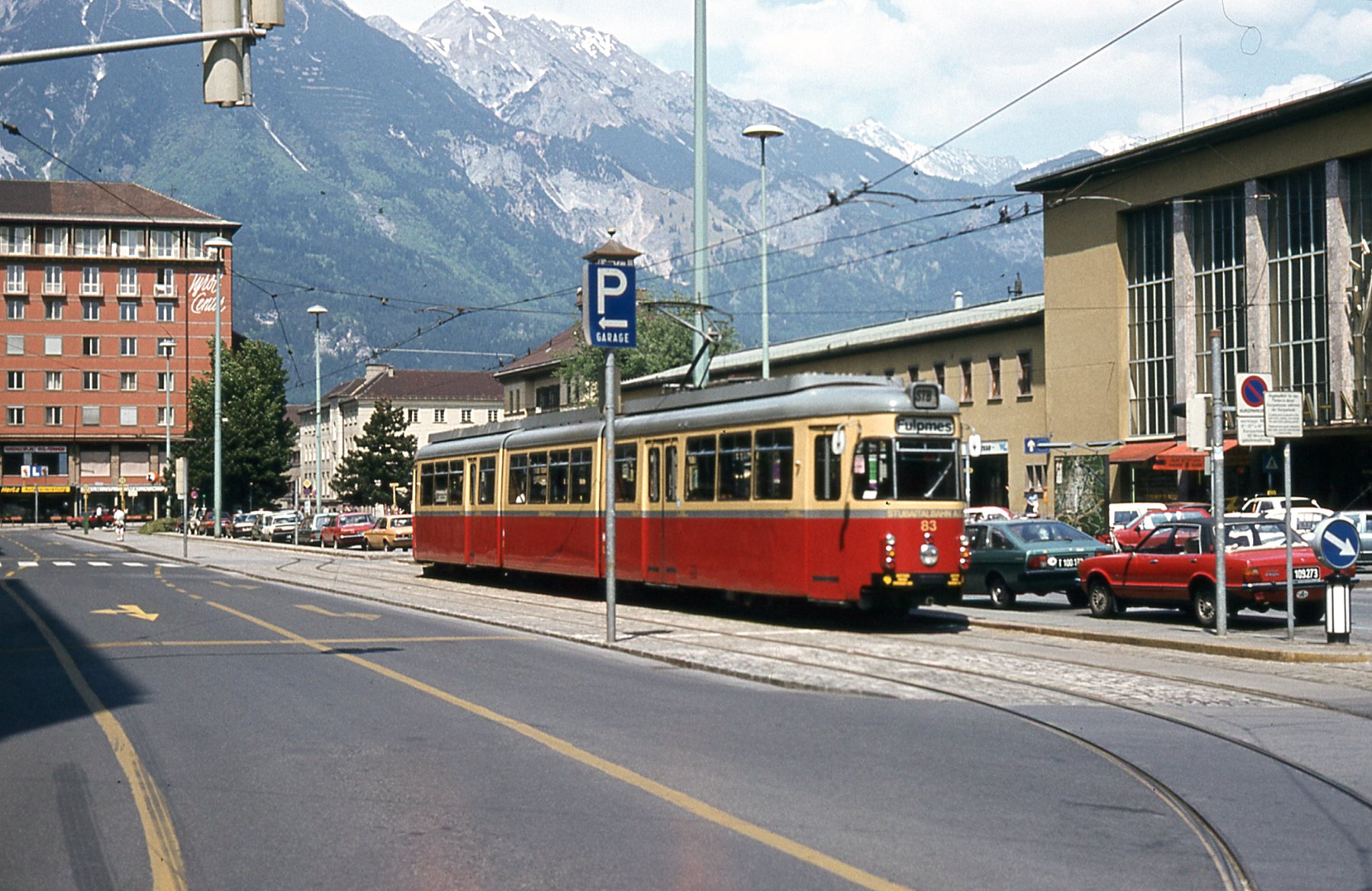
シュトゥーバイヴァライトラム、戦後1980年代の駅舎

第二次世界大戦の終わり、連合軍の爆破によって駅舎は完全に破壊された。後に、オーストリア連邦鉄道の建築家は数人の有名な建築家のデザインを組み合わせ、1950年代のスタイルの機能的な駅舎に建て替えた。1954年、オーストリアの画家マックス・ワイラー Max Weiler は、駅構内のデザインを描く契約を交わした。しかし、彼は壁に二枚のインスブルックの遺産を代表する抽象的なアートを現代的に描いたとして議論を集めた。
インスブルック中央駅は、Riegler Rieweの建築家たちによって建設され、2001年に起工式を行い、2004年5月19日に新駅舎が正式にオープンした。北棟の時計塔も1920年代の物から改良した。この改装工事計画の総費用は当時のお金で2,500万ユーロ。

## 駅舎

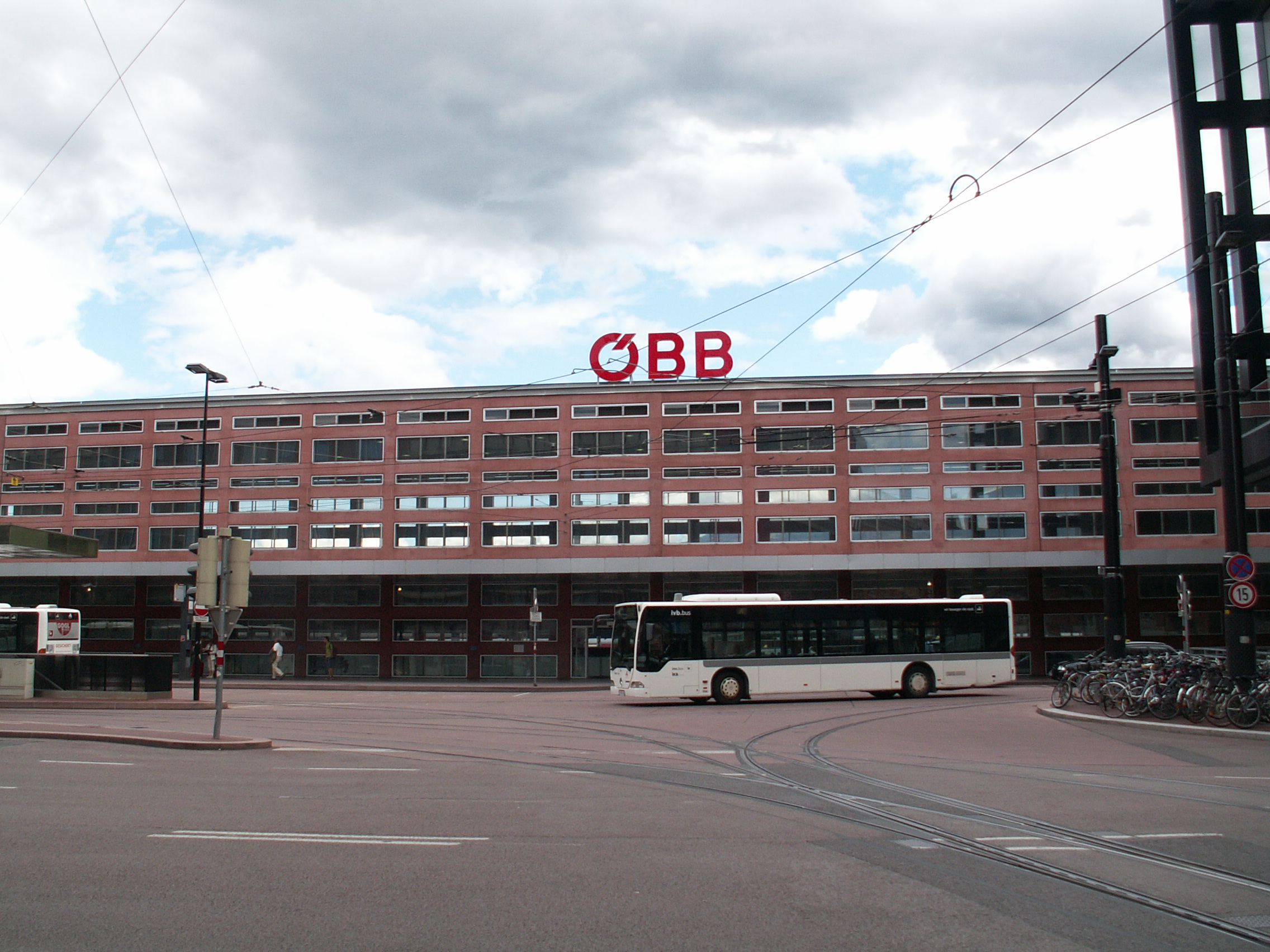
現在の駅舎

現在の駅舎のメインホールは、地下から2つのトンネル（北トンネルと南トンネル）を通り、乗車口まで抜けることができる。メインホールから、地下駐車場までも移動可能になっている。（その他の歩行者用トンネルはグランド・ホテル・オイローパへ、エスカレーターはバス、路面電車のターミナルへと繋がっている。）また駅舎の北側は、オフィスビルに隣接している。
マックス・ワイラーによる印象的なフレスコ画は、1950年代に外され、新たな駅舎にはめ替えられた。
新しい駅舎の改装工事とほぼ同時に、街の中枢となる公共交通機関が駅の前に造られた。インスブルックの路面電車網（インスブルック市電）、地域や都市のバス路線、タクシー、シュトゥーバイタール鉄道の交通機関を提供している。

## サービス

### 重要性

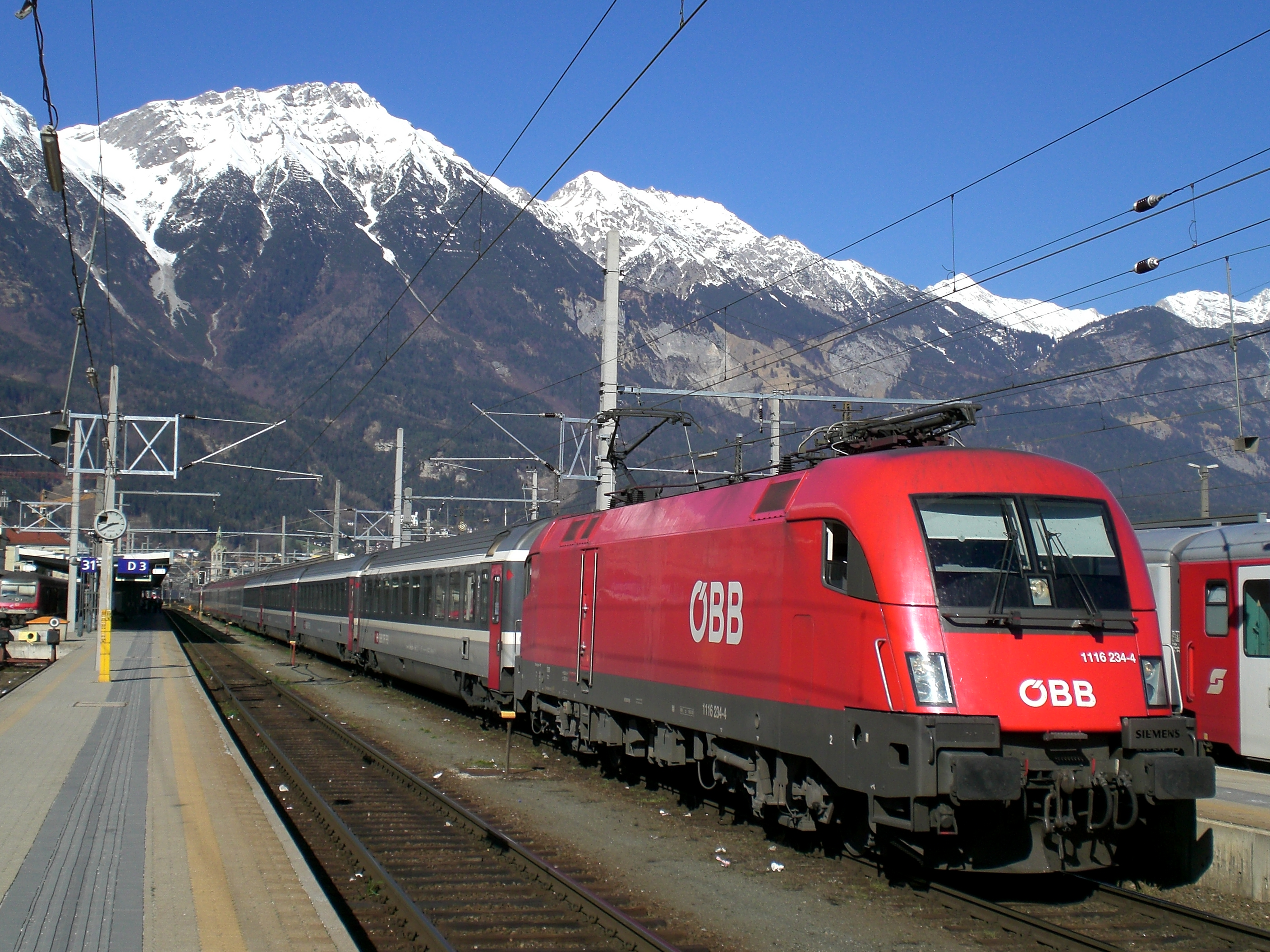
インスブルックから、スイスのバーゼルへ出発するÖBBユーロシティ

インスブルック中央駅は、チロルの地方から都市まで通勤通学の重要な役割を果たしており、また、オーストリアから東西南北の交通のためのハブ駅となっている。
東西交通（（ブダペスト） - ウィーン - ザルツブルク- ヴェルグル -インスブルック（チューリッヒ）/ ブレゲンツ）および南北交通（ミュンヘン -ヴェルグル-インスブルック- ボルツァーノ - ヴェローナ - （ミラノ / ヴェネツィア / ローマ））
2007年12月以来、駅はチロルSバーン（Tyrol S-Bahn）のライン S1 ,  S2 および S3 、およびラインの終点、 S4 と S5 の中心の駅となっている。
バウムキルヒェン（インスブルック中央駅から約15キロ（9.3マイル）東）と、 ヴェルグル中央駅（Wörgl Hauptbahnhof）（ロウアー・イン・バレー鉄道Lower Inn Valley railwayとして知られている）の間の路線は、オーストリアの最も交通量の多い鉄道の一つである。（最大 430 電車 一日）また、それゆえ、TEN ベルリン-パレルモ軸TEN Berlin–Palermo axisの一部、4つの線路が現在再建されている。

### 鉄道サービス
以下のものがインスブルック中央駅の鉄道網。（不完全）
国内線
- インターシティ列車（オーストリア連邦鉄道 ÖBB「RJ」/ Intercity）インスブルック、ザルツブルク：インスブルック - イェンバッハ - ヴェルグル - クフシュタイン - ザルツブルク
- インターシティ列車（オーストリア連邦鉄道 ÖBB「RJ」/ Intercity）チューリッヒ - ウィーン：チューリッヒ - フェルトキルヒ - サンクト・アントン・アム・アールベルク - ランデック - ツァムス - イムスト - ピッツタール - エッツタール - インスブルック- イェンバッハ - ヴェルグル - クフシュタイン - ザルツブルク - リンツ - サンクト・ペルテン - ウィーン
- インターシティトレイン（オーストリア連邦鉄道 ÖBB「RJ」/ Intercity）インスブルック - ブレゲンツ：インスブルック - エッツタール - イムスト - ピッツタール - ランデック - ツァムス - サンクト・アントン・アム・アールベルク - フェルトキルヒ - ブレゲンツ
- シュトゥーバイタール鉄道インスブルック-フルプメス：インスブルック - フルプメス

国内およびドイツ/南チロル
（Dはドイツ、Iはイタリア）
- インターシティ列車（オーストリア連邦鉄道  ÖBB ユーロシティ）ミュンヘン - インスブルック：ミュンヘン（D） - ローゼンハイム（D） - クフシュタイン - ヴェルグル - イェンバッハ - インスブルック
- インターシティ列車（DBインターエクスプレス「ICE」）ミュンヘン - インスブルック：ミュンヘン（D） - ガルミッシュ - パルテンキルヒェン（D） - ミッテンヴァルト（D） - ゼーフェルト・イン・チロル - インスブルック
- 地域鉄道（オーストリア連邦鉄道  ÖBB -Expressの「REX '）インスブルック - ミッテンヴァルト：インスブルック - ゼーフェルト・イン・チロル - ミッテンヴァルト（D）
- 地域の列車（南チロル バーン地域-Expressの「REX '）インスブルック - ボルツァーノ：インスブルック - マトライ - アム - ブレナー - ブレナー/ブレンネロ（I） - フォルテッツァ/フォルテッツァ（I）  - ボルツァーノ/ボルツァーノ（I）

国外（夜行列車）
（スイスはCH、ドイツはD、ハンガリーはH、フランスはF、イタリアはI、ポーランドはPL、ベラルーシはBR、ロシアはR、チェコはCZ、スロベニアはSLO、クロアチアはHR、セルビアはSEB）
- 夜行列車（オーストリア連邦鉄道  ÖBBユーロナイト）ブダペスト - チューリッヒ：ブダペスト（H） - ジョール（H） - ウィーン - サンクト・ペルテン - リンツ - ザルツブルク - インスブルック - フェルトキルヒ - ブックスSG（CH） - ザルガンス （CH） - チューリッヒ（CH）
- 夜行列車（DB CityNightLine）ミュンヘン - ローマ/ミラノ：ミュンヘン（D） - ローゼンハイム（D） - クフシュタイン - ヴェルグル - イェンバッハ - インスブルック - ボルツァーノ/ボルツァーノ（I） - ヴェローナ^（I） - ボローニャ（I） - フィレンツェ（ I） - キウージキアンチャーノ（I） - ローマ（I）
- 夜行列車（オーストリア連邦鉄道  ÖBB ユーロナイト）フェルトキルヒ - ザグレブ/ベオグラード：フェルトキルヒ - サンクト・アントン・アム・アールベルク - ランデック - ツァムス - インスブルック - イェンバッハ - ヴェルグル - バートホフガスタイン - バートガシュタイン - フィラッハ - イェセニツェ（SLO） - リュブリャナ（SLO） -ザグレブ - ノヴァ・グラディシュカ（HR） - シド（SEB） - ベオグラード（SEB）

^ÖBBユーロナイトのウィーン、ミラノ間の列車はヴェローナで接続。
国外
- インターシティ列車（オーストリア連邦鉄道  ÖBB ユーロシティ）ミュンヘン - ヴェローナ/ヴェネツィア：ミュンヘン（D） - ローゼンハイム（D） - クフシュタイン - ヴェルグル - イェンバッハ - インスブルック - ブレンナー/ ブレンネロ（I） - フォルテッツァ/フォルテッツァ（I） - ブリクセン/ブレッサノーネ（I） -　ボルツァーノ（I） - トリエント/トレント（I） - ロベレト/ロヴェレート（I） - ヴェローナ（I） - （パドバ（I）） - （ヴェネツィア（I））
- インターシティ列車（オーストリア連邦鉄道  ÖBBユーロシティ）ミュンヘン - ヴェローナ/ボローニャ：ミュンヘン（D） - ローゼンハイム（D） - クフシュタイン - ヴェルグル - イェンバッハ - インスブルック - ブレンナー/ ブレンネロ（I） - フォルテッツァ/フォルテッツァ（I） - ブリクセン/ブレッサノーネ（I） -　ボルツァーノ（I） - トリエント/トレント（I） - ロベレト/ロヴェレート（I） - ヴェローナ（I） - （ボローニャ（I））
- インターシティトレイン（RZDユーロナイト）モスクワ - ニース：モスクワ（ベラルースカヤ）（R） - ヴャジマ（R） - スモレンスク（R） - ヴォルシャ中央（R） - ミンスク（BR） - ブレスト中央（BR） - テレスポル（PL） - ワルシャワ西（フスホドニャ）（PL） - ワルシャワ中央（Centralna）（PL） - カトヴィツェ（PL） - ジェブジドビツェ（PL） - ボフミーン（CZ） - ブジェツラフ（CZ） - ウィーン/ウィーン - リンツ - インスブルック - ボルツァーノ（I） - ヴェローナ（I） - ミラノ（I） - ジェノバ/ジェノア（I） - サンレモ（I） - ヴェンティミリア（I） - マントン（F） -モナコ・モンテカルロ（MN） - ニース（F）[1]
- 観光列車（Venice-Simplon Orient Express）ヴェネツィア - ロンドン：ヴェネツィア（I）またはローマ（I） - ヴェローナ（I） - インスブルック - ミュンヘン（D） - パリ（F） - ロンドン（GB）

### チロル S バーン（Tyrol S-Bahn）
- ライン 1: ランデック-ツァムス - イムスト - ピッツタール - エッツタール - テルフス - インスブルック - ハル・イン・チロル - イェンバッハ - ヴェルグル - クフシュタイン - （ローゼンハイム）
- ライン 2: ：ランデック-ツァムス - イムスト - ピッツタール - エッツタール - テルフス - インスブルック - ハル・イン・チロル - イェンバッハ
- ライン 3: ハル・イン・チロル - インスブルック - シュタイナハ - アム - ブレナー
- ライン 4: ブレンナー - グリース - アム - ブレンナー - シュタイナハ - アム - ブレンナー - マトライ - アム - ブレナー - インスブルック - （フェルス）
- ライン 5: インスブルック - ゼーフェルト（チロル）
- ライン 6: シャルニッツ - クフシュタイン

### バス交通網
インスブルック中央駅は、IVBの主要駅になっており、バスと路面電車のハブ駅となっている。ほぼ全ての路線がインスブルック中央駅に停車し、バスのラインFは、インスブルック空港（Innsbruck Airport）へ繋がっている。駅前からは市内へ向かう回路のみならず、地域へ向かう回路など、様々な方向、目的地へ繋がっている。

## 参考文書
This article is based upon a translation of the German-language version as at July 2011